# Schoolly D
Schoolly D, de son vrai nom Jesse B. Weaver, Jr., né le 22 juin 1962 à Philadelphie en Pennsylvanie, est un rappeur et acteur américain.

## Biographie
Schoolly D s'associe à DJ Code Money au milieu des années 1980. Ses paroles reflètent le réalisme urbain, la violence, et le sexe, faisant de Schoolly D l'un des premiers rappeurs gangsta. Il participe aussi au documentaire de 1986, Big Fun In The Big Town. Il adopte plus tard un style d'afrocentrique, amenant la culture afro-américaine au hip-hop aux côtés de rappeurs comme KRS-One.
Schoolly D contribue aux chansons et à la bande-son des films d'Abel Ferrara, comme P.S.K., Saturday Night (issue de Saturday Night! – The Album), et du titre homonyme de l'album Am I Black Enough For You? ; le titre Signifying Rapper, issu de l'album Smoke Some Kill de Schoolly, est utilisé dans Bad Lieutenant. Cependant, Led Zeppelin porte plainte pour une interpolation non claire de sa chanson Kashmir dans la chanson Signifying Rapper, et la chanson est retirée de la bande-son du film.

## Discographie

### Albums studio
- 1985 : Schoolly D
- 1987 : Saturday Night! – The Album
- 1988 : Smoke Some Kill
- 1989 : Am I Black Enough for You?
- 1991 : How a Black Man Feels
- 1994 : Welcome to America
- 1995 : Reservoir Dog
- 2000 : Funk 'n Pussy
- 2010 : International Supersport

### Compilations
- 1987 : The Adventures of Schoolly D
- 1995 : The Jive Collection, Volume 3
- 1996 : A Gangster's Story: 1984–1996
- 1999 : The Collection
- 1999 : Say It Loud, I Love Rap and I'm Proud
- 2003 : Best of Schoolly D